# جاناتان هال (دوچرخه‌سوار)
جاناتان هال (انگلیسی: Jonathan Hall؛ زادهٔ ۸ اکتبر ۱۹۷۲) دوچرخه‌سوار اهل استرالیا است. وی قهرمان مسابقات ملی دوچرخه‌سواری جاده استرالیا در سال ۱۹۹۷ شده است. 